# Interzonenturnier Toluca 1982
Das Interzonenturnier Toluca 1982 wurde vom 10. bis 28. August 1982 als Rundenturnier mit 14 Teilnehmern in Toluca in Mexiko ausgetragen. Es wurde vom Weltschachbund FIDE organisiert und sollte zwei weitere Teilnehmer der Kandidatenwettkämpfe zur Schachweltmeisterschaft 1984 ermitteln. 

## Abschlusstabelle
|    | Teilnehmerin     | 01 | 02 | 03 | 04 | 05 | 06 | 07 | 08 | 09 | 10 | 11 | 12 | 13 | 14 | Punkte |
| -- | ---------------- | -- | -- | -- | -- | -- | -- | -- | -- | -- | -- | -- | -- | -- | -- | ------ |
| 01 | Lajos Portisch   |    | ½  | 1  | ½  | 0  | ½  | 0  | 1  | 1  | 1  | ½  | 1  | 1  | ½  | 8½     |
| 02 | Eugenio Torre    | ½  |    | ½  | 0  | ½  | 1  | 1  | ½  | ½  | ½  | 1  | ½  | 1  | 1  | 8½     |
| 03 | Boris Spasski    | 0  | ½  |    | ½  | ½  | ½  | ½  | ½  | ½  | 1  | 1  | 1  | ½  | 1  | 8      |
| 04 | Igor Iwanow      | ½  | 1  | ½  |    | ½  | ½  | ½  | ½  | ½  | ½  | 1  | ½  | 0  | 1  | 7½     |
| 05 | Artur Jussupow   | 1  | ½  | ½  | ½  |    | ½  | ½  | ½  | ½  | 0  | ½  | 1  | ½  | 1  | 7½     |
| 06 | Lew Polugajewski | ½  | 0  | ½  | ½  | ½  |    | 1  | ½  | ½  | ½  | ½  | ½  | 1  | 1  | 7½     |
| 07 | Yasser Seirawan  | 1  | 0  | ½  | ½  | ½  | 0  |    | 0  | 1  | 1  | ½  | ½  | 1  | 1  | 7½     |
| 08 | John Nunn        | 0  | ½  | ½  | ½  | ½  | ½  | 1  |    | ½  | ½  | ½  | ½  | ½  | 1  | 7      |
| 09 | Juri Balaschow   | 0  | ½  | ½  | ½  | ½  | ½  | 0  | ½  |    | 1  | 0  | 1  | ½  | 1  | 6½     |
| 10 | András Adorján   | 0  | ½  | 0  | ½  | 1  | ½  | 0  | ½  | 0  |    | 1  | ½  | 1  | 1  | 6½     |
| 11 | Krunoslav Hulak  | ½  | 0  | 0  | 0  | ½  | ½  | ½  | ½  | 1  | 0  |    | ½  | ½  | 1  | 5½     |
| 12 | Jorge Rubinetti  | 0  | ½  | 0  | ½  | 0  | ½  | ½  | ½  | 0  | ½  | ½  |    | ½  | 0  | 4      |
| 13 | Amador Rodríguez | 0  | 0  | ½  | 1  | ½  | 0  | 0  | ½  | ½  | 0  | ½  | ½  |    | 0  | 4      |
| 14 | Bachar Kouatly   | ½  | 0  | 0  | 0  | 0  | 0  | 0  | 0  | 0  | 0  | 0  | 1  | 1  |    | 2½     |